# Miguelina Cobián
Miguelina Cobián, född 19 december 1941 i Santiago de Cuba, död 1 december 2019 i Havanna, var en kubansk friidrottare.
Cobián blev olympisk silvermedaljör på 4 x 100 meter vid sommarspelen 1968 i Mexico City.